# FC 프라우엔펠트
FC 프라우엔펠트(독일어: Football Club Frauenfeld)는 스위스 투르가우주 프라우엔펠트에 위치한 축구단이다. 1906년에 창단되었다.

## 역대 감독
| 감독        | 임기        |
| ----------- | ----------- |
| 요아힘 뢰프 | 1994 ~ 1995 |
| 무라트 야킨 | 2008        |